# As I Lay Dying (Amerikaanse band)
As I Lay Dying is een Amerikaanse metalcoreband, die in 2000 te San Diego werd opgericht door zanger Tim Lambesis. De bandnaam verwijst naar de gelijknamige roman van William Faulkner uit 1930.

## Geschiedenis
Lambesis speelde voorheen bij de band Society's Finest. Kort na de oprichting in 2000 tekende As I Lay Dying een platencontract met Pluto Records en werd hun eerste album, Beneath the Encasing of Ashes, uitgebracht.
In 2002 maakte de band een splitalbum met American Tragedy.
Na een toer nam de populariteit van As I Lay Dying toe en tekenden ze een contract bij Metal Blade Records in het voorjaar van 2003. Hierna volgde het album Frail Words Collapse (juli 2003) en een toer met onder andere Shadows Fall.
In 2005 werd het album Shadows Are Security uitgegeven en trad de band op Ozzfest op.
In 2007 verscheen het album An Ocean Between Us en in 2010 The Powerless Rise.

## Uit elkaar
As I Lay Dying ging in 2014 voor onbepaalde tijd uit elkaar. Reden hiervoor was een veroordeling van Lambesis tot zes jaar gevangenisstraf. Hij had geprobeerd een huurmoordenaar in de arm te nemen om zijn vrouw om te brengen. Dit mislukte doordat de man die hij de opdracht gaf een undercoveragent was. De rest van de band vormde vervolgens Wovenwar, met Shane Blay van Oh, Sleeper als zanger.

## Reünie en "My Own Grave"
Op 1 juni 2018 had de band onverwachts hun Facebook-profielfoto veranderd en een teaser geüpload van een lied, wat een week later, op 8 juni, als single werd uitgebracht onder de naam "My Own Grave". In de videoclip van het lied is zichtbaar dat de originele bandleden allemaal weer in de band zitten. Het lied werd door YouTube-kijkers overweldigend goed ontvangen, en binnen een dag had het meer dan 300.000 views.

## Discografie

### Albums
| Jaar | Titel                           |
| ---- | ------------------------------- |
| 2001 | Beneath the Encasing of Ashes   |
| 2002 | As I Lay Dying/American Tragedy |
| 2003 | Frail Words Collapse            |
| 2005 | Shadows Are Security            |
| 2007 | An Ocean Between Us             |
| 2010 | The Powerless Rise              |
| 2011 | Decas                           |
| 2012 | Awakened                        |
| 2019 | Shaped by Fire                  |
| 2024 | Through Storms Ahead            |